# 296987 Piotrflin
296987 Piotrflin este un asteroid din centura principală de asteroizi.

## Descriere
296987 Piotrflin este un asteroid din centura principală de asteroizi. A fost descoperit pe 11 martie 2010 la observatorul astronomic din Andrușivka. Asteroidul prezintă o orbită caracterizată de o semiaxă mare de 3,21 ua, o excentricitate de 0,21 și o înclinație de 15,9° în raport cu ecliptica.